# Aplidium paessleri
Aplidium paessleri is een zakpijpensoort uit de familie van de Polyclinidae. De wetenschappelijke naam van de soort is voor het eerst geldig gepubliceerd in 1907 door Michaelsen.